# Lexgaard
Lexgaard (tiếng Đan Mạch: Læksgaarde, North Frisian: Leeksguurd) là một đô thị thuộc huyện Nordfriesland, bang Schleswig-Holstein, Đức.